# یواس‌اس شوشونی (آی‌دی-۱۷۶۰)
یواس‌اس شوشونی (آی‌دی-۱۷۶۰) (به انگلیسی: USS Shoshone (ID-1760)) یک کشتی بود که طول آن ۳۶۷ فوت ۱۱ اینچ (۱۱۲٫۱۴ متر) بود. این کشتی در سال ۱۹۱۱ ساخته شد.